# گچ‌کاری

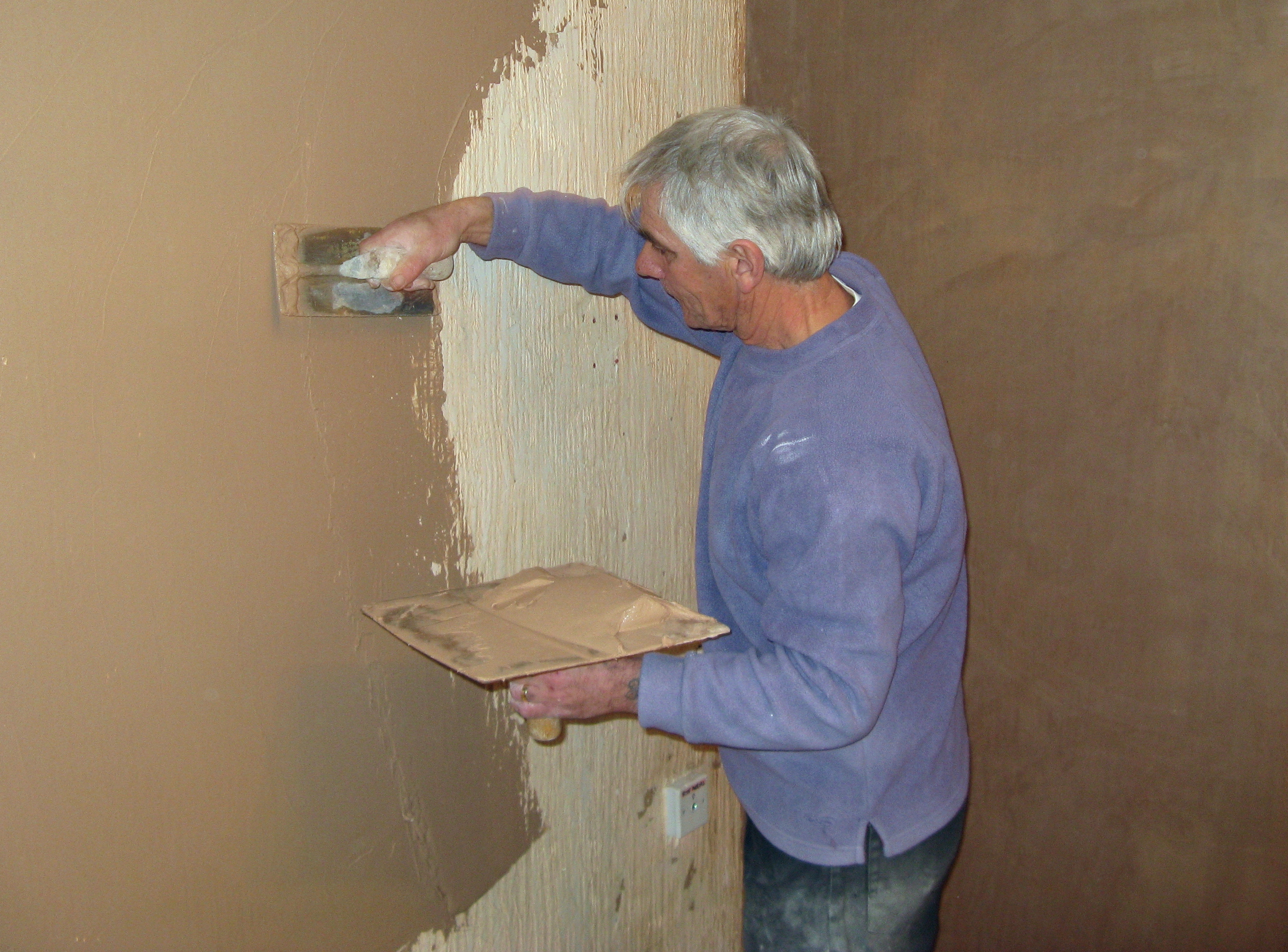
گچ کاری که دیوار را با گچ می‌پوشاند

گچ کاری ساخت و ساز یا تزئیناتی است که با گچ انجام می‌شود. مانند لایه‌ای از گچ بر روی سازه دیوار داخلی یا خارجی، یا گچ کاری‌های تزئینی روی سقف یا دیوارها استفاده می‌شود.